# Work Songs of the U.S.A.
Work Songs of the U.S.A. (o Work Songs of the U.S.A. Sung by Lead Belly) è un album discografico del musicista blues statunitense Lead Belly pubblicato nel 1942 dalla Asch Recordings.

## Descrizione
All'epoca Lead Belly aveva rotto i rapporti con Alan Lomax ed incideva principalmente per l'etichetta di proprietà di Moe Asch. Nel gennaio 1942 registrò sei tracce per Asch, che furono tutte pubblicate nell'album Work Songs of the U.S.A., distribuito in formato a tre dischi da 78 giri nella primavera del 1942. Anche se le vendite del disco furono deludenti (soltanto 304 copie vendute al marzo 1943), in esso sono inclusi alcuni dei brani più memorabili di Lead Belly, come Take This Hammer e Rock Island Line.

## Tracce
1. Take This Hammer – 2:17 – numero di matrice SC-101
2. Corn Bread Rough – 2:08 – numero di matrice SC-105
3. Ol' Riley – 2:33 – numero di matrice SC-104
4. Rock Island Line – 2:05 – numero di matrice SC-103
5. Haul Away Joe – 2:16 – numero di matrice SC-102
6. Old Man – 2:38 – numero di matrice SC-106-1